# Vorstendom Piombino

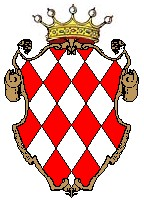
Wapen van het vorstendom Piombino

Het vorstendom Piombino was een historisch land in Italië, in het oosten van de huidige regio Toscane. Tot het grondgebied behoorden: Piombino, Populonia, Suvereto, Scarlino, Buriano en de eilanden Pianosa, Montecristo en Elba.

## Geschiedenis
In de hoge middeleeuwen was Piombino een van de vele stadstaten in het huidige Toscane. Later kwam het onder heerschappij van Pisa. In 1399 werd Gherardo Appiano door hertog Gian Galeazzo Visconti van Milaan tot heer van Piombino benoemd, als dank voor zijn steun in de strijd tegen de Pisanen na het Verraad van Pisa. In 1594 werd de heerlijkheid verheven tot een vorstendom.
In 1805 werd door Napoleon het vorstendom Lucca en Piombino opgericht voor zijn zuster Elisa, waarvan het vorstendom Piombino deel uit ging maken. Na het Wener Congres werd het vorstendom in 1815 aan het groothertogdom Toscane toegewezen.